# Алчевский район
Алчевский район (укр. Алчевський район), (Алче́вщина (укр. Алчевщина) — административная единица в Луганской области Украины, образованная в 2020 году. Административный центр — город Алчевск.
Территория района оккупирована Россией с 2014 года.

## География
Район находится в западно-центральной части области.

## История
Район был номинально образован Постановлением Верховной рады от 17 июля 2020 года в результате административно-территориальной реформы, в его состав были включены территории:
- Перевальского района,
- Попаснянского района (кроме его запада, включённого в Северодонецкий район),
- Славяносербского района,
- а также городов областного значения Алчевск, Кадиевка (Стаханов), Брянка, Голубовка (Кировск), Первомайск.

## Население
Численность населения района в укрупнённых границах — около 442,8 тыс. человек.

## Административное устройство
Район в укрупнённых границах с 17 июля 2020 года номинально делится на 3 городские территориальные общины (громады):
- Алчевская городская община (город Алчевск),
- Зимогорьевская городская община (город Зимогорье),
- Кадиевская городская община (город Кадиевка, бывший на Украине как Стаханов).

Выборы в общины и в район в целом Украиной из-за их неподконтрольности украинским властям не проводятся Постановлением Верховной рады до восстановления конституционного строя и восстановления полного контроля Украины по государственной границе.